# José María Alvira
José María Alvira (Zaragoza, 1864-Madrid, 1938) fue un maestro director de orquesta y concertador de ópera y zarzuela, maestro de coros y educador de voces español.

## Biografía
Fue un compositor de zarzuela, director de la academia de canto del Teatro Real y maestro concertador del mismo coliseo. Nació en Zaragoza en (1864) y falleció en Madrid en (1938). Como profesor de la academia del Teatro Real, era conocedor de varios idiomas, pulió y sacó muchas nuevas voces al mundo lírico en el que tuvo gran prestigio su enseñanza,además de ser director de coros y de orquesta en el Teatro Real, otras temporadas lo fue como director de orquesta de teatros como el Parrish, Teatro de la Zarzuela, Cómico..., colaboraba artísticamente en 1904 con la sociedad El teatro y fue también el maestro del grupo coral Ecos de Madrid llevando el valor de las regiones de la patria por el mundo entero. Fue el artífice artístico de la familia Sánchez-Bueno y el padre de Mary Carmen Alvira, reconocida maestra arpista de la Escuela Nacional de Música.
El mundo de la ópera es inconcebible sin sus traducciones al español desde 1896 a 1930. Así como sus adaptaciones a la zarzuela para mostrarla a otras clases sociales, algo que siguen tratando de hacer pocos a día de hoy. Sembrando así las bases de la futura ópera nacional. Su fama en una época en el que la "fama" lo era por trabajar bien, hoy se ha convertido en una palabra despreciable y hueca de sentido, la obtenida por Alvira es un ejemplo de una gran reputación construida sobre cimientos muy sólidos y paso a paso.
José Mª Alvira toca todos los palos de la música en su etapa de maestro director y concertador, lo mismo reponiendo zarzuela como tocando música sacra. En los años treinta enseña música a su hija María del Carmen, la cual más tarde logrará hacer una extensa carrera como directora y maestra arpista, entre su discografía tiene decenas de grabaciones, la mayor parte de ellas correspondientes a óperas completas y arias a dúo con su arpa, grabando con los mejores maestros directores europeos de su tiempo, y famosas sopranos, la mayoría estudiosos de su padre. 

### La academia de teatro Real
El profesor Alvira encargado por el empresario del teatro Real, se encarga durante unos 30 años de buscar y pulir las mejores voces del mundo, para que canten en el coliseo. Allí repasaron repertorios y pulieron deficiencias Titta Ruffo, Angeles Ottein, Giuseppe Anselmi, Ofelia Nieto, José Mardones (bajo), Amelita Galli-Curci, Tito Schipa. De la mano del maestro surgieron divos como Julián Biel, Augusto Ordóñez, Antonio Picatoste, Delfín Pulido, Matilde Petrel, Felicitas Ramírez... También enseña bailes regionales, prueba de ello fueron sus sobrinas Carmen Sánchez Bueno y Josefina.
Con la crisis del Teatro Real, Alvira sigue realizando sus tareas al mando de la compañía del Real pero organizando temporadas en los años veinte en el Teatro de la Zarzuela. Así el género de la Opera llegara a su crisis más profunda con la crisis de los años treinta en que apenas se montan temporadas en toda España, pero los alumnos de su academia lucirán a mucha honra haber salido de ella durante muchos años después de su desaparición.

### Las obras representadas en el Real
Durante su dirección como maestro de coros y concertador se llevaron a cabo las representaciones y estrenos en España de Cádiz, 1897, Fidelio, Il gladiatore y Gonzalo de Córdoba 1898, La boheme 108 representaciones seguidas en 1900, Las bodas de Figaro 1903, Enrique VIII 1908, Margarita, La tornera, Hesperia, Colomba 1910, El final de Don Álvaro 1911, Cristo en la fiesta del Purim 1911, (ópera), Ariadna y Barba azul 1913, El oro del Rin, El amor de los tres reyes y La Dolores 1915, Loreley 1916, Fedora 1917, Andrea Chénier 1918, El aguila vieja El Avapiés y Luisa 1919, Bohemios, Mona Lisa 1923, Yolanda 1923, Jardín de Oriente, Fantochines, El caballero de la rosa y La novia vendida 1924, La virgen de mayo y El carrillón mágico 1925...

## Curiosidades y otros logros
- Una de sus alumnas, Amanda Brown, había perdido los registros agudos, y fue gracias a las enseñanzas del maestro que pudo volver a cantar, por lo que en reconocimiento a este se cambió su nombre artístico a Bianca Alvira.
- Además, dejó escrito un libro titulado Como aprender a cantar como cantaban los de antes, para enseñar técnicas de canto, se publicó ya fallecido por su hija, y además se reeditó en los años cincuenta.
- Sin embargo, si por algo ha trascendido la figura de José María Alvira, es por haber realizado la transcripción para piano de la recopilación de jotas de Santiago Lapuente y Ángel Sola, cuya primera edición de 1895, además de un estudio y clasificación de la jota, contiene 22 estilos, 38 variaciones diferentes y una gran colección de cantares.
- En los primeros años del siglo XX intensificando su labor como director de orquesta, tanto de óperas como de orquestas sinfónicas. Dirigió por primera vez Carmen y obtuvo un gran éxito con Carmen para la inauguración de la Exposición Universal de 1928. Dirigió la Orquesta Sinfónica de Madrid creando los orfeones Coros de Madrid.
- Entre sus récords están, asimismo, el haber recibido una hora de aplausos en el Teatro Real (Madrid) después de dirigir Rigoletto.
- También demostró su versatilidad de géneros al enseñar canciones navideñas, canciones infantiles, música propia tirolesa y napolitana.
- Fue un gran patriota y un gran filántropo; ayudando a los necesitados en diferentes partes del mundo, dando conciertos con sus orfeones para catástrofes naturales, ya sea en terremotos, lluvias torrenciales o huracanes.
- Estaba casado con Amelia la hija del famoso militar Emilio Sánchez Bueno con la que tuvo a sus dos hijos.

## Obras
- Souvellas Vache.
- Jai Alai (1893).
- Miss-Hisipi (1983).
- El españoleto (1894).
- De la retreta a la Diana (1897).
- El veterano (1902).
- La silla de Anea (1904).
- La velada de San Juan (1905).
- Frasco Luis (1905).
- Mar de fondo (1905).
- Calinez o el suicidio de Pifartos (1906).
- Los campos Eliseos (1906).
- El becerro de oro (1909)
- El alegre manchego (1909).
- El triunfo del amor (1913).
- Los sobrinos o Tienda asilo del arte (1918).
- El bufón del duque (1923).
- Figaro, el barbero de Sevilla (1923).
- Rigoletto (Traductor).
- Sinfonía en Sol.
- Budín Budón
- El paraíso de Mahoma
- La farolada
- La venta de los vuelos
- Los hijos del sol
- Gente de paz
- El beso de hielo
- El conde de Almaviva.

## Repertorio como director y concertador de orquesta (Ópera)
- Ludwig van Beethoven

```
       Fidelio 
```

- Georges Bizet

```
       Carmen 
```

- Benjamin Britten

```
       Peter Grimes 
```

- Luigi Cherubini

```
       Medea 
```

- Francesco Cilea

```
       Adriana Lecouvreur 
```

- Manuel de Falla

```
       La vida breve 
```

- Gaetano Donizetti

```
       L'elisir d'amore 
       Lucia di Lammermoor 
       Poliuto 
```

- Umberto Giordano

```
       Andrea Chénier
```

- Charles Gounod

```
       Faust 
       Romeo y Julieta 
```

- Ruggero Leoncavallo

```
       Pagliacci
```

- George Alexander Macfarren

```
       Robin Hood 
       She Stoops to Conquer 
       Helvellyn 
```

- Pietro Mascagni

```
       Cavalleria rusticana 
```

- Jules Massenet

```
       Manon 
       Werther 
```

- Wolfgang Amadeus Mozart

```
       Don Giovanni
       Così fan tutte
       Jacques Offenbach
       Los cuentos de Hoffmann 
```

- Giacomo Puccini

```
       La boheme 
       Gianni Schicchi 
       Madama Butterfly 
       Il Tabarro 
       Tosca 
       Turandot 
```

- Nino Rota

```
       Napoli milionaria! 
```

- Gaspare Spontini

```
       La vestale 
```

- Johann Strauss

```
       Die Fledermaus
```

- Richard Strauss

```
       Der Rosenkavalier 
       Salomé 
```

- Piotr Ilich Chaikovski

```
       Eugenio Onegin  
```

- Giuseppe Verdi

```
       Aida 
       Aroldo 
       Attila 
       Un ballo in maschera 
       Don Carlo 
       Ernani 
       Luisa Miller 
       Macbeth 
       Requiem (Verdi)
       Nabucco 
       Otello 
       Rigoletto 
       La Traviata
       Il Trovatore 
```

- Richard Wagner

```
       Lohengrin 
       Die Walküre 
       Parsifal 
```

## Distinciones y premios.
Recibió numerosas distinciones, entre ellas:
- Comendador de la Legión de Honor.
- Orden al Mérito de la República Italiana.
- Gran cruz de la Orden de Alfonso X el Sabio.
- Medalla Internacional de las Artes líricas.
- Caballero gran cruz de la Orden de Isabel la Católica.